# Instytut Psychiatrii i Neurologii
Instytut Psychiatrii i Neurologii – ośrodek naukowo-badawczy i kliniczny z siedzibą w Warszawie, zajmujący się prowadzeniem badań własnych w zakresie psychiatrii i neurologii oraz koordynowaniem ich w skali kraju, udzielaniem konsultacji organom państwowym w zakresie tych dziedzin oraz działalnością diagnostyczną i leczniczą. Prowadzi też działalność wydawniczą, szkolenia i studium doktoranckie. W skład instytutu wchodzą 23 kliniki i zakłady naukowe. Został utworzony w 1951 roku rozporządzeniem Rady Ministrów jako Instytut Psychoneurologiczny. Obecną nazwę nadano w roku 1986.

## Dyrektorzy
Pierwszym dyrektorem Instytutu był Zygmunt Kuligowski. Kolejni dyrektorzy:
- 1973–1991: Stanisław Dąbrowski
- 1991–2002: Stanisław Pużyński
- 2002–2016: Danuta Ryglewicz
- 2016–2020: Janusz Heitzman
- 2020–2023 Halina Sienkiewicz-Jarosz[5].
- w 2023: Anna Depukat
- 2023–2024: Anna Mosiołek[6]
- od 2024: Piotr Nowicki[7]

## Pracownicy (m.in.)
- Przemysław Bieńkowski
- Anna Członkowska
- Marek Jarema
- Adam Kobayashi
- Paweł Mierzejewski
- Adam Płaźnik
- Filip Rybakowski
- Danuta Ryglewicz
- Joanna Seniów
- Halina Sienkiewicz-Jarosz
- Łukasz Święcicki
- Jacek Wciórka
- Hanna Wehr
- Teresa Wierzba-Bobrowicz
- Jacek Zaremba
- Marta Anczewska
- Adam Wichniak